# Claire Démar
Claire Démar (1799 – Parigi, 3 agosto 1833) è stata un'attivista francese, esponente del primo femminismo europeo.

## Biografia
Di Claire Démar, il cui vero nome fu forse Émilie d'Eymard, non si conoscono le origini, e l'anno di nascita comunemente indicato, il 1799, non è certo, come la sua identità: le sue prime lettere erano firmate Émilie d'Eymard, mentre i suoi scritti successivi furono pubblicati con il nome di Claire Démar.
Claire Démar fu una sansimoniana molto combattiva. Quando quel movimento si trasformò in « chiesa » e gli scritti erano intestati come « religione sansimoniana » sotto la direzione di Prosper Enfantin, Claire si fece notare per il proprio abbigliamento: berretto rosso, gonna rossa o bianca, cintura di cuoio, giacca blu e sparato della camicia bianca sul quale s'intravedeva il cognome scritto in grossi caratteri: la giacca si allacciava sul dorso, con l'aiuto di un compagno, a testimonianza dello spirito di solidarietà vigente nel sansimonismo.
Claire Démar andò oltre quel movimento, per esprimere quelle rivendicazioni che diversi anni dopo riceveranno il nome di femministe. Poco prima della morte, pubblicò un Appel d'une femme au peuple sur l'affranchissement de la femme, richiedendo l'applicazione alle donne della Dichiarazione dei Diritti dell'Uomo e del Cittadino formulata durante la Rivoluzione. In quell'appello, definì il matrimonio una forma di prostituzione legale. L'appello fu pubblicato nel giornale « La Femme libre » di Suzanne Voilquin e partecipò alla redazione degli articoli di quel giornale.
Un altro suo scritto, Ma loi d'avenir [La mia legge dell'avvenire], sarà pubblicato postumo: « Ciò che maggiormente la rivoltava, era che noi avessimo scritto nel Codice civile che la donna deve obbedienza e fedeltà al marito: - "Ci si sposa", esclama, "ci viene applicato l'articolo del Codice civile. Ma noi abbiamo forse collaborato alla sua redazione? Il Codice sta nei nostri gusti e nella nostra natura?" - Fu questa santa indignazione contro il Codice civile a spingere Claire Démar a chiedere al popolo una revisione generale di tutte le noste istituzioni. Claire Démar ha fatto più lei stessa da sola di tutta l'Assemblea costituente che si era limitata a dichiarare i diritti dell'uomo. Ella ha proclamato i diritti della donna ».
Claire Démar si stava preparando a pubblicarlo quando, ridotta in miseria e disperando della possibilità che le sue rivendicazioni avessero mai soluzione, si suicidò nella sua casa di rue de la Folie Méricourt, con l'amante Perret Desessarts. Lasciò disposto di consegnare i suoi scritti alla comunità sansimoniana di Parigi e Prosper Enfantin consegnò le carte a Suzanne Voilquin, che le pubblicò ne « La Tribune des femmes ». La Voilquin scrisse di lei:

## Opere
- Appel d'une femme au peuple sur l'affranchissement de la femme, 1833
- Ma loi d'avenir, 1834